# Новгородавиа
НовгородАвиа — существовавшая в Новгороде с 1994 по 2003 г. авиакомпания. В 1994 году компания начала выполнять региональные рейсы. Ликвидирована в 2003 году.

## Флот
- 2 Як-40